# ボース・ドバイ
ボース・ドバイ (Borse Dubai)は、ドバイ金融市場(DFM)とドバイ国際金融取引所(DIFX)の持ち株会社である。2007年8月設立。
アラブ首長国連邦の金融市場をコントロールし、また北欧の証券取引所「OMX」を買収（その後NASDAQに転売）するなど、世界の金融市場に大きな影響力を発揮している。

## 参照
1. ↑  ボース・ドバイ社の海外証券取引所投資 アラブ首長国連邦在日総領事館